# كولن هاولي
كولن هاولي (بالإنجليزية: Colin Hawley) هو لاعب اتحاد الرغبي أمريكي، ولد في 10 أبريل 1987 في Trowbridge, California ‏ في الولايات المتحدة.